# Sebastian Frimmel
Sebastian Frimmel (Perchtoldsdorf, 18 de diciembre de 1995) es un jugador de balonmano austriaco que juega de extremo izquierdo en el SC Pick Szeged húngaro. Es internacional con la selección de balonmano de Austria.

## Palmarés

### Kadetten Schaffhausen
- Liga de Suiza de balonmano (1): 2019
- Copa de Suiza de balonmano (1): 2021

### Pick Szeged
- Liga húngara de balonmano (1): 2022

## Clubes
- SG West Wien (2013-2018)
- Kadetten Schaffhausen (2018-2021)
- SC Pick Szeged (2021- )[3]